# Kyseliwka (rejon niżyński)
Kyseliwka (ukr. Киселівка) – wieś na Ukrainie, w obwodzie czernihowskim, w rejonie niżyńskim, w hromadzie Mryn. W 2001 liczyła 151 mieszkańców.